# Grellan (Vorname)
Grellan ist ein männlicher irischer Vorname. Die irische Schreibweise ist Ghrealláin.
Der Name geht auf den heiligen Grellan zurück, der im 5. Jahrhundert zur Zeit des Patrick von Irland im Nordwesten Irlands lebte.
Der Namenstag ist der 10. November.